# Ozicrypta filmeri
Ozicrypta filmeri is een spinnensoort uit de familie Barychelidae. De soort komt voor in Queensland.